# Crabtree (Oregon)
Crabtree az Amerikai Egyesült Államok északnyugati részén, Oregon állam Linn megyéjében, az Oregon Route 226 mentén, Albanytól 16 km-re keletre elhelyezkedő statisztikai település. A 2010. évi népszámláláskor 391 lakosa volt. Területe 4,71 km², melynek 100%-a szárazföld.
A település nevét a Southern Pacific Railroad kiépítésekor kapta. A Crabtree patakot és -tavat a virginiai származású John J. Crabtree-ről nevezték el, aki 1845-ben érkezett az akkori Oregon megyébe. A Tualatin-síkságon áttelelt férfi a földadományozási rendeletnek köszönhetően 1846 tavaszán megvásárolta William Packwood a Santiam folyó ágaitól keletre fekvő telkeit. A helyiség és a vasútállomás nevét John Crabtree unokatestvéréről, Fletcher Crabtree-ről kapta.

## Népesség
A 2010-es népszámláláskor  391 lakója, 148 háztartása és 106 családja volt. A népsűrűség 83 fő/km2. A lakóegységek száma 161, sűrűségük 34,2 db/km2. A lakosok 95,9%-a fehér,  1%-a indián, 0,3%-a ázsiai,  1,3%-a egyéb, 1,5%-a pedig kettő vagy több etnikumú. A spanyol vagy latino származásúak aránya 2,6% (2,3% mexikói, 0,3% Puerto Ricó-i,  1,3% egyéb spanyol vagy latino származású.)
A háztartások 23,6%-ában élt 18 évnél fiatalabb. 60,8% házas, 6,1% egyedülálló nő, 4,7% egyedülálló férfi, 28,4% pedig nem család. 19,6% egyedül élt; 8,1%-uk 65 éves vagy idősebb. Egy háztartásban átlagosan 2,62 személy élt; a családok átlagmérete 3,01 fő.
A medián életkor 44,6 év volt. Lakóinak 21%-a 18 évesnél fiatalabb, 3,8% 18 és 24 év közötti, 20,5%-uk 25 és 44 év közötti, 34,1%-uk 45 és 64 év közötti, 15,6%-uk pedig 65 éves vagy idősebb. A lakosok 51,7%-a férfi, 48,3%-a pedig nő.

## Fordítás
Ez a szócikk részben vagy egészben  a   Crabtree, Oregon című angol Wikipédia-szócikk ezen változatának fordításán alapul.  Az eredeti cikk szerkesztőit annak laptörténete sorolja fel. Ez a jelzés csupán a megfogalmazás eredetét és a szerzői jogokat jelzi, nem szolgál a cikkben szereplő információk forrásmegjelöléseként.